# Torres-szoros
A Torres-szoros egy tengeri átjáró a Csendes-óceán nyugati medencéjében, a Korall- és az Arafura-tenger között. Északról Új-Guinea szigete, délről az ausztrál kontinens York-félszigete határolja. Az átjáró kb. 130 km széles, sok korallzátonnyal és sekély szakasszal, amelyek komoly veszélyt jelentenek a hajóknak. 1606-ban Luis Vaez de Torres spanyol tengerész járt itt először, majd az átjárón keresztülhajózó második európai a brit James Cook kapitány volt 1774-ben. Az Ausztrália és Pápua Új-Guinea közötti tengeri államhatár Új-Guinea partjaitól kb. 5 km-re húzódik.

## A szigetek
A Torres-szorosban fekvő Torres-szigetek valószínűleg az ázsiai és ausztráliai kontinenst egykor összekötő földnyelv maradványai. A szigetek közigazgatásilag Ausztrália Queensland államához tartoznak, 1870-ben lettek annak részei. Három nagy csoportból áll: a nyugatiból, mely magas, sziklás és kopár, ezek közül legnagyobb a Prince of Wales-sziget. A másik kettő csoport a központi és a keleti csoport, előbbi korallból felépülő, utóbbi vulkáni eredetű, dús növényzetű szigetekből áll. Mindhárom szigetcsoport saját önkormányzattal rendelkezik, és képviselőket küld a Thursday (Csütörtök)-szigeten (helyi nevén Waiben-szigeten) működő központi tanácsba. Gyöngykagylóhalászat, gyöngytenyésztés, halászat és idegenforgalom a megélhetés főbb forrásai. A gyöngyház iránti kereslet csökkenésével a népességnek mintegy a fele átköltözött az ausztrál állam szárazföldjére. A szigetlakók főleg polinézek, melanézek és ausztráliai őslakosok keverékei.

## Külső hivatkozások
- Britannica Hungarica Világenciklopédia[halott link]